# Haydenia haberiana
Haydenia haberiana är en benvedsväxtart som först beskrevs av Barry Hammel, och fick sitt nu gällande namn av M.P.Simmons. Haydenia haberiana ingår i släktet Haydenia och familjen Celastraceae. Inga underarter finns listade.